# 兰贝托·达拉科斯塔
兰贝托·达拉科斯塔（義大利語：Lamberto Dalla Costa，1920年4月14日—1982年），意大利男子雪车运动员。他曾代表意大利参加1956年冬季奥林匹克运动会雪车比赛，获得男子双人金牌。